# Стрільба на літніх Олімпійських іграх 1936
Змагання зі стрільби на літніх Олімпійських іграх 1936 у Берліні тривали з 6 до 8 серпня на стрільбищі у Ваннзе. Змагалися лише чоловіки. Розіграно 3 комплекти нагород. Повторно введено стрільбу з пістолета на дистанції 50 метрів (тоді називався довільний пістолет). Німецьким стрільцям вдалося здобути лише одну золоту медаль, дві інші дісталися скандинавам: Торстен Ульман переміг у довільному пістолеті з перевагою над другим місцем 15 очок і новим світовим рекордом, а Віллі Реґеберґ набрав максимально можливу кількість очок у стрільбі лежачи.

## Медальний залік
| Дисципліна          | Золото                        | Срібло                    | Бронза                       |
| ------------------- | ----------------------------- | ------------------------- | ---------------------------- |
| Швидкісний пістолет | Корнеліус ван Оєн · Німеччина | Гайнц Гакс · Німеччина    | Торстен Ульман · Швеція      |
| Пістолет            | Торстен Ульман · Швеція       | Еріх Кремпель · Німеччина | Шарль де Жаммоньєр · Франція |
| Гвинтівка лежачи    | Віллі Реґеберґ · Норвегія     | Ральф Берженьї · Угорщина | Владислав Карась · Польща    |

## Країни-учасниці
Змагався 141 стрілець з 29-ти країн:
| - Аргентина (5) - Австрія (3) - Бельгія (3) - Бразилія (4) - Болгарія (1) - Чилі (3) - Чехословаччина (7) - Данія (6) - Єгипет (1) - Фінляндія (8) - Франція (8) - Німеччина (9) - Греція (8) - Угорщина (8) - Італія (9) |  | - Латвія (3) - Ліхтенштейн (3) - Мексика (5) - Монако (6) - Нідерланди (4) - Норвегія (4) - Перу (1) - Філіппіни (2) - Польща (6) - Португалія (6) - Румунія (4) - Швеція (7) - США (6) - Югославія (1) |

## Таблиця медалей
| Місце               | Країна              | Золото | Срібло | Бронза | Загалом |
| ------------------- | ------------------- | ------ | ------ | ------ | ------- |
| 1                   | Німеччина (GER)     | 1      | 2      | 0      | 3       |
| 2                   | Швеція (SWE)        | 1      | 0      | 1      | 2       |
| 3                   | Норвегія (NOR)      | 1      | 0      | 0      | 1       |
| 4                   | Угорщина (HUN)      | 0      | 1      | 0      | 1       |
| 5                   | Польща (POL)        | 0      | 0      | 1      | 1       |
| 5                   | Франція (FRA)       | 0      | 0      | 1      | 1       |
| Загалом (6 збірних) | Загалом (6 збірних) | 3      | 3      | 3      | 9       |